# Leonel Sánchez
Leonel Guillermo Sánchez Lineros (født 25. april 1936 i Santiago, Chile, død 2. april 2022) var en chilensk fodboldspiller (angriber) og -træner. Han spillede 85 kampe for Chiles landshold og blev delt topscorer ved VM i 1962.

## Aktiv karriere
Sánchez' karriere strakte sig over 20 år, og langt størstedelen blev tilbragt hos Universidad de Chile i fødebyen Santiago. Her spillede han i hele 17 sæsoner og var med til at vinde seks chilenske mesterskaber. I 1969 valgte han at skifte til lokalrivalerne Colo-Colo, hvor han spillede to sæsoner.
Sánchez spillede desuden 85 kampe og scorede 27 mål for det chilenske landshold,. Hans debutkamp blev spillet 19. september 1955 på udebane mod Brasilien, mens hans sidste optræden i landsholdstrøjen faldt 21. august 1968 i Lima, hvor modstanderen var Peru.
Sánchez var en del af det chilenske hold, der vandt bronze ved VM i 1962 på hjemmebane. Her spillede han samtlige holdets seks kampe i turneringen. Undervejs scorede han fire mål, hvilket gjorde ham til delt topscorer i turneringen. Han var også med til VM i 1966 i England, hvor han spillede tre kampe.

## Trænerkarriere
Efter at have indstillet sin aktive karriere forsøgte Sánchez sig som træner. Han stod af to omgange i spidsen for sin gamle klub som aktiv, Universidad de Chile. Som træner lykkedes det ham dog ikke at føre holdet frem til nogen mesterskaber.

## Titler
Primera División de Chile
- 1959, 1962, 1964, 1965, 1967 og 1969 med Universidad de Chile